# Catedral de Santo Domingo (Fuzhou)

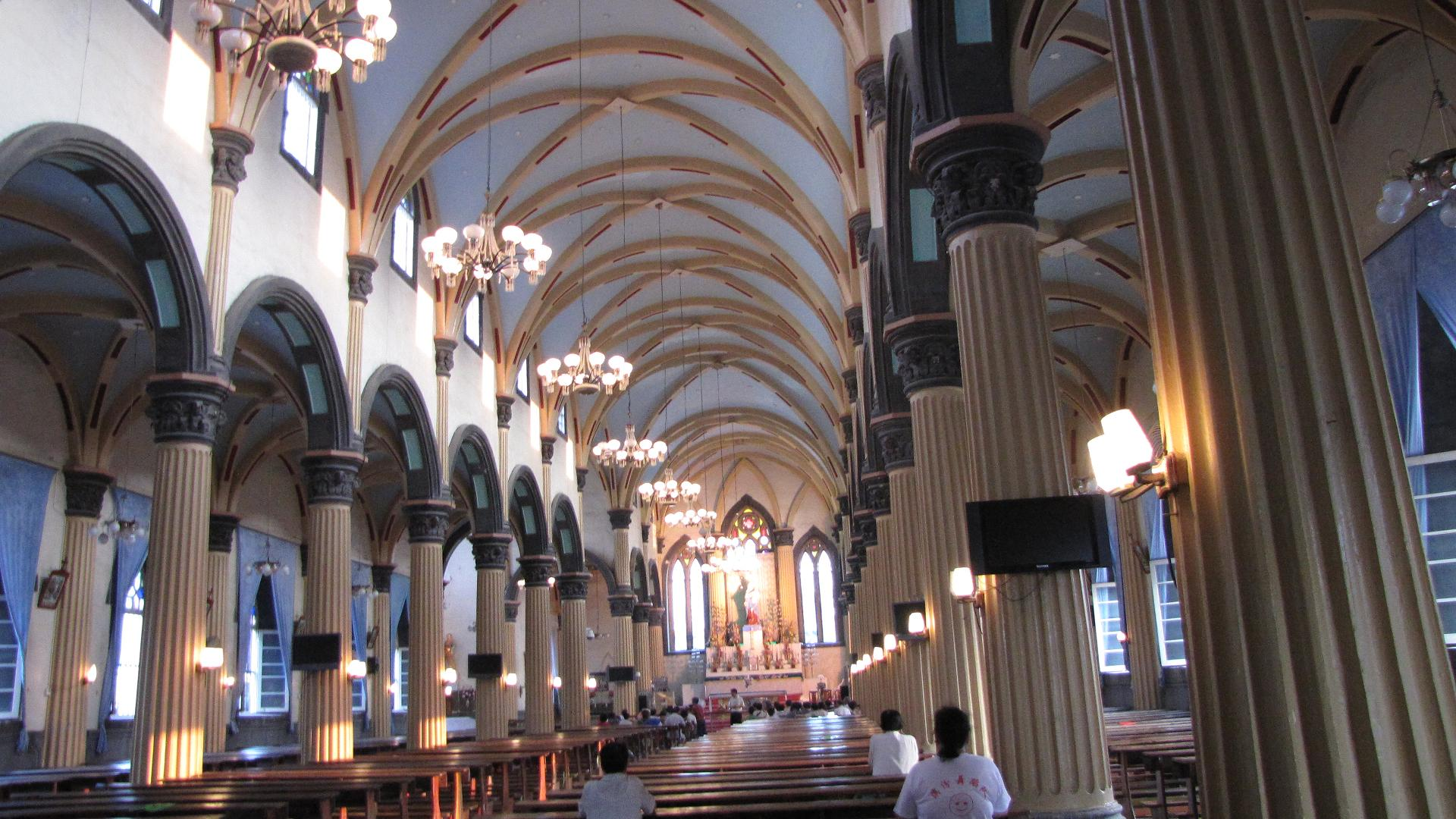
Nave principal del templo.

La catedral de Santo Domingo (en chino: 福州圣多明我主教座堂) es la catedral principal de la ciudad de Fuzhou (Fujian) y se encuentra a orillas del río Minjian en China. También se la conoce como la iglesia católica de Pan-ship Oura.
La Iglesia fue construida por religiosos españoles de la orden de los Dominicos en 1864.
En 1911, la iglesia de Pan-ship Oura fue erigida como Catedral Católica para el vicariato apostólico de Fuzhou. En 1932 el viejo edificio fue remodelado en un área de 1371,4 metros cuadrados para acomodar dos mil personas. Con anterioridad a  1949 de la población católica total de Fuzhou que se calcula en 10 mil, la mitad estaban localizados cerca a la Catedral. 
La Iglesia fue cerrada durante la Revolución Cultural, 1966 y utilizada para otras actividades. Recién fue reabierta como lugar de culto en 1985. En 1994 se calculaba su población católica en 16 mil fieles, lo que representaba de nuevo la mitad de la población católica total del Fuzhou.
La Iglesia se encuentra entre las reliquias culturales más importantes de la Provincia de Fujian. 

## Mudanza de la Catedral
En el 2008 ciertos proyectos de desarrollo urbano obligaron a hacerle algunas modificaciones para dar paso a la Avenida meridional del río. Los arreglos fueron dirigidos por la Academia de Investigaciones Urbanísticas de la ciudad de Fuzhou.
Los cambios implicaron el desplazamiento del edificio en su conjunto hacia el sur, y modificar su orientación noventa grados. Para llevar a cabo esta tarea la catedral fue colocada sobre una estructura con 400 ruedas, y utilizando rieles se realizó el desplazamiento del gigantesco edificio. 